# Pat O'Connor
Pat O'Connor (9 de outubro de 1928 – 30 de maio de 1958) foi um automobilista norte-americano.
O'Connor esteve em seis (cinco) 500 Milhas de Indianápolis, quando a prova fazia parte do calendário da Fórmula 1 de 1950 até 1960: 1953 (não se qualificou), 1954, 1955, 1956, 1957 e 1958. Ele largou na pole position nas 500 Milhas de 1957 e seus melhores resultados: 8º lugar em 1955 e 1957. 
Pat O'Connor, de 29 anos de idade, falece ao capotar e incendiar-se seu carro em um choque envolvendo 14 pilotos na curva norte-oriental, na primeira volta nas 500 Milhas de Indianápolis de 1958.

### Biografia
Pat O'Connor foi o primeiro "volante" norte-americano a dirigir um carro no autódromo de Monza, na Itália, em 1957.
Ele Competiu pela primeira vez em uma prova de carros esportes, em Columbus, Indiana, em 1948. Obteve o 4º lugar no Campeonato Nacioanl Norte-Americano de 1957, e foi campeão do "Middle West" norte-americano em 1953, 1954 e 1956. Obteve o 10º lugar na prova de Monza, em 1957.